# Sabal yapa
Sabal yapa es una especie de palmera originaria de Belice, la península de Yucatán y el oeste de Cuba. Prefiere suelos calcáreos de caliza.

## Descripción
A menudo se describe como una palma palmetto puesto que presenta follaje costapalmado, que está en una fase de transición entre las palmeras de abanico y las palmeras de pluma.

## Taxonomía
Sabal yapa fue descrita por C. Wright ex Becc. y publicado en Webbia 2: 64. 1907
Etimología
Sabal: nombre genérico de origen desconocido, quizás basado en un nombre vernáculo.
yapa: epíteto
Sinonimia
- Inodes yapa (C. Wright ex Becc.) Standl.
- Sabal mayara Bartlett
- Sabal peregrina L.H. Bailey
- Sabal yucatanica L.H. Bailey[4][5]